# Cyclodinus paiute
Cyclodinus paiute är en skalbaggsart som beskrevs av Chandler 2005. Cyclodinus paiute ingår i släktet Cyclodinus och familjen kvickbaggar. Inga underarter finns listade i Catalogue of Life.